# Королевские парки Лондона
Королевские парки Лондона — земли, изначально принадлежавшие британским монархам и использовавшиеся для отдыха (в основном для охоты) королевской семьёй. Парки являются частью наследственных владений Короны.

## Парки
С ростом урбанизации Лондона, некоторые из них были сохранены как доступные открытые городские пространства (англ.) и стали общественными парками с принятием «Акта о землях Короны 1851 года». На сегодня формально под него подпадают 8 парков, которые занимают площадь почти в 2 000 га в пределах Большого Лондона.
- Парк Буши, 445 га[1]
- Грин-парк, 19 га[2]
- Гринвичский парк, 74 га[3]
- Гайд-парк, 142 га[4]
- Кенсингтонские сады, 111 га[5]
- Риджентс-парк, 166 га[6]
- Ричмонд-парк, 955 га[7]
- Сент-Джеймсский парк, 23 га[8]

Гайд-парк и Кенсингтонские сады (расположенные рядом), Грин-парк, Риджентс-парк и Сент-Джеймсский парк являются крупнейшими зелёными зонами в центральном Лондоне (англ.). Парк Буши, Гринвичский парк и Ричмонд-парк находятся в отдалённых от центра районах.
К области ответственности управляющего парками агентства The Royal Parks (англ.) также относятся Бромптонское кладбище, Гросвенор-сквер (англ.), сад перед башней Виктории (англ.) и сады в резиденциях на Даунинг-стрит 10, 11 (англ.) и 12 (англ.).
Парк Хемптон-корта (англ.) также относится к королевским паркам в Большом Лондоне, однако, из-за того что на территории парка находится дворец, его управлением, в отличие от 8 других парков, занимается независимая благотворительная организация Historic Royal Palaces (англ.).

## Юридическое положение
Общественность не имеет никаких законных прав на использование парков. Публичный доступ зависит от «милости и благосклонности» (англ.) Короны, хотя публика имеет законное право перемещаться (англ.) по территории земель парков. Агентство The Royal Parks управляет королевскими парками по праву установленному в разделе 22 Акта о землях Короны 1851 года (англ.). В рамках своих управляющих полномочий агентство позволяет публике использовать парки в рекреационных целях при условии соблюдения правил установленных в нормативных актах (Parks Regulation Acts) 1872—1926 годов, которые необходимы для надлежащего управления, сохранения порядка и предотвращения злоупотреблений в парках. Действующие правила закреплены в документе «Royal Parks and Other Open Spaces Regulations» 1997 года.

## Управление
Парки управляются The Royal Parks (исполнительное агентство (англ.), подчиняющееся Департаменту культуры, СМИ и спорта (англ.)). Функции полиции в парках выполняет Командное подразделение по оперативному управлению королевскими парками (англ.) из Службы столичной полиции. Ранее эти функции выполняла служба Royal Parks Constabulary (англ.), но затем её английское подразделение было упразднено. Основным способом финансирования являются гранты центрального правительства. В этом большое отличие от других лондонских парков, которые финансируются советами районов (боро) города. Королевские парки генерируют прибыль от организации коммерческих мероприятий, таких как концерты.
Благотворительная организация Royal Parks Foundation (англ.) собирает средства для защиты, поддержания и создания новых возможностей в парках. Она предлагает множество схем участия в благотворительности.

### Контроль мэра
В 2010 году мэр Лондона Борис Джонсон предложил передать управление парками Администрации Большого Лондона и правительство выдвинуло предложение осуществить это позднее в том же году. Агентство The Royal Parks приветствовало план, но дальше началась подготовка Лондона к летним Олимпийским играм 2012 года, затем мэром стал Садик Хан и план так и не был осуществлён.